# Бельских, Иосиф Михайлович
Иосиф Михайлович Бельских (1919—1987) — старший сержант Рабоче-крестьянской Красной Армии, участник Великой Отечественной войны, Герой Советского Союза (1944).

## Биография
Родился 4 апреля 1919 года в селе Арамашево Верхотурского уезда Пермской губернии (ныне — Алапаевский район Свердловской области) в крестьянской семье.
После окончания начальной школы в родном селе работал грузчиком в леспромхозе на станции Самоцвет Алапаевского района.
В сентябре 1939 года был призван на службу в Рабоче-крестьянскую Красную Армию.
С апреля 1942 года — на фронтах Великой Отечественной войны. Участвовал в боях на Брянском, Закавказском, Северо-Кавказском, Воронежском, 1-м и 4-м Украинских фронтах, несколько раз был ранен. В 1943 году вступил в ВКП(б).
Впервые принял участие в бою с немецкими танками 30 июня 1942 года на станции Кшень. 30 июля 1942 года в районе населённого пункта Селезнёвка, когда батарея Бельского была атакована сотней немецких танков, несмотря на ранение, Бельских и Бодряшов подбили 11 танков и уничтожили около 60 вражеских солдат и офицеров.
К сентябрю 1943 года старший сержант Бельских командовал орудием 145-го отдельного истребительно-противотанкового дивизиона 30-й стрелковой дивизии 47-й армии Воронежского фронта. Отличился во время битвы за Днепр.
28 сентября 1943 года Бельских одним из первых в полку форсировал Днепр к северу от города Канев Черкасской области Украинской ССР. Своим огнём он оказал содействием пехотным частям в удержании и расширении плацдарма на западном берегу реки. 17 октября, во время отражения контратаки Бельских уничтожил 8 боевых машин, а за день боя — 14 танков и около 100 немецких солдат и офицеров.
Указом Президиума Верховного Совета СССР от 3 июня 1944 года за «образцовое выполнение боевых заданий командования на фронте борьбы с немецко-фашистскими захватчиками и проявленные при этом мужество и героизм» старший сержант Иосиф Бельских был удостоен высокого звания Героя Советского Союза с вручением ордена Ленина и медали «Золотая Звезда» за номером 2463. Был также награждён двумя орденами Отечественной войны 1-й степени (12.12.1942, 06.04.1985), орденом Отечественной войны 2-й степени (15.06.1945), а также рядом медалей, в том числе медаль «За оборону Кавказа» (01.05.1944).
В мае 1946 года Бельских был демобилизован. Проживал в Алапаевске, до выхода на пенсию работал старшим травильщиком в прокатном цеху Алапаевского металлургического завода. Почетный гражданин города Алапаевск (1975).
Скончался 7 декабря 1987 года в Алапаевске, похоронен на Михайловском кладбище Алапаевска.